# Lass uns leben
Lass uns leben ist ein Lied des deutschen Rockmusikers Marius Müller-Westernhagen aus dem Jahr 1983.

## Entstehung und Veröffentlichung
Das Lied wurde vom Interpreten selbst geschrieben und von Lothar Meid produziert.
Die Erstveröffentlichung von Lass uns leben erfolgte im Oktober 1983 als Teil von Geiler is’ schon bei WEA Records, dem achten Studioalbum von Müller-Westernhagen (Katalognummer: 24-0248-1) sowie als erste Singleauskopplung aus dem Album. Die Single erschien als 7″-Single mit der B-Seite Ausgerechnet ich (Katalognummer: 24-9539-7). Im Oktober 2016 interpretierte Westernhagen es bei seinem MTV Unplugged mit seiner Tochter Mimi.

## Inhalt
Der Liedtext handelt von einem männlichen lyrischen Ich, dass seinem Gegenüber begreiflich machen will, einfach zu leben. Außerdem erklärt er ihr mit den Worten: „Weil ich dich liebe, weil ich dich liebe, immer mehr.“, dass er sie liebe und dies „garnicht so schwer“ sei.

„Komm, laß’ uns leben

Komm, laß’ uns leben, immer mehr

Komm, laß’ uns leben, laß’ uns leben

Das Leben ist gar nicht so schwer.“

## Coverversionen
- 2014: Adoro (Album: Nah bei dir)
- 2023: Roland Kaiser (Album: Neue Perspektiven (Limitierte Fanmagazin Edition))[1]